# 許義夫
许义夫，元朝砀山人。
许义夫担任夏邑县尹，经常亲临乡社，教导百姓种植。见到勤谨的百姓，他拿出自己的俸禄赏给他，怠惰之人就处罚。三年之间，境内丰足。后转任封丘县尹，至正四年（1344年）大饥荒，反朝廷势力群起，攻掠州县。许义夫听说他们接近县境，于是单马出郊十里外迎见，见反元军数百人，许义夫力言：“封丘县小民贫，都已经惊惶逃窜，希望不要进入我县境内。”言辞朴实恭敬，于是这些人就离开去其他县。封丘之民，得以幸免于难。